# Castro Romeor
Castro Romeor (llamada oficialmente O Castro Romeor) es una aldea española situada en la parroquia de Esperante, del municipio de Folgoso de Caurel, en la provincia de Lugo, Galicia.

## Demografía
| Gráfica de evolución demográfica de Castro Romeor entre 2000 y 2019 |
|                                                                     |
| Datos según el nomenclátor publicado por el INE.                    |